# Stazione di Leggiuno-Monvalle
La stazione di Leggiuno-Monvalle è una fermata ferroviaria posta sulla linea Novara-Pino.
È sita nel territorio comunale di Leggiuno, e serve anche il limitrofo comune di Monvalle.

## Storia
Fu aperta nel 1882 e disponeva di tre binari passanti più due binari tronchi per lo scalo merci.
La stazione è stata declassata a fermata l'11 giugno 2007.

## Strutture e impianti
È presente il fabbricato viaggiatori a due piani in classico stile ferroviario, che risulta ad oggi chiuso, ed è nella lista delle stazioni impresenziate che vengono concesse in comodato d'uso gratuito a comuni o associazioni che ne facessero richiesta per il riutilizzo degli spazi non più in uso.
L'ex ufficio movimento è stato riutilizzato per alloggiare parte delle schede necessarie a gestire l'ACC di Laveno
La Stazione, prima della trasformazione in fermata, disponeva di 3 binari e di alcuni tronchini per il carico/scarico merci. L'impianto, inizialmente con scambi a chiave e un apparato ADM fu uno dei primi due, nel compartimento di Milano, ad essere attrezzato con un Apparato ACEI di tipo semplificato I 0/18 assieme alla limitrofa stazione di Ispra pur mantenendo il presenziamento e il Blocco Elettrico Manuale, nel 1987. In seguito, per via della semplificazione degli impianti (è stato soppresso il binario centrale per consentire la realizzazione di un marciapiede di larghezza regolamentare), attuata da RFI dai primi anni 2000, per sostituire il sistema di blocco con il Bca e impresenziare gli impianti, si è deciso di convertire l'impianto di Ispra in uno 0/19 sopprimendo contestualmente quello di Leggiuno e quello dell'unica altra stazione della tratta Taino-Angera (che a differenza delle altre due, non è mai stato rinnovato, rimanendo un ADM), provvedimenti attuati con la circolare di trasformazione in fermata di cui sopra.

## Movimento
Dal 12 dicembre 2013, con la sospensione del servizio viaggiatori sulla tratta Luino-Novara, la fermata risulta priva del traffico ferroviario passeggeri.
In seguito a quella data, è stato istituito dalla società lombarda Trenord, limitatamente alla tratta Sesto Calende-Laveno, un servizio di autobus sostitutivi, attivo solo nei giorni lavorativi.

## Servizi
È gestita da Rete Ferroviaria Italiana che ai fini commerciali classifica l'impianto in categoria Bronze, dispone di:
- Parcheggio